# Memoriál Ivana Hlinky 2015
25. a od roku 2004 11. ročník Memoriálu Ivana Hlinky 2015 (dříve také známý jako Světový pohár juniorů do 18 let) se konal od 10. do 15. srpna 2015 v české Břeclavi (Zimní stadion města Břeclavi) a ve slovenské Bratislavě (Zimní stadion Ondreje Nepely).
Turnaje se účastnilo celkem 8 týmů (Česko, Finsko, Kanada, Rusko, Slovensko, Švédsko, Švýcarsko a USA).
Vítězem turnaje se podvacáté, z toho poosmé v řadě, stala Kanada, která ve finálovém utkání zdolala Švédsko výsledkem 7:3.

## Stadiony
| Břeclav                        | Bratislava                                    |
| Ice BORS arena Kapacita: 4 089 | Zimní stadion Ondreje Nepely Kapacita: 10 055 |
|                                | Zimní stadion Ondreje Nepely                  |

## Základní skupiny

### Skupina A – Břeclav

#### Tabulka
| Legenda                        |
| ------------------------------ |
| Týmy postupující do semifinále |
| Týmy budou hrát o umístění     |

| Tým       | Z | V | VP | PP | P | GV | GI | +/- | B |
| --------- | - | - | -- | -- | - | -- | -- | --- | - |
| Kanada    | 3 | 3 | 0  | 0  | 0 | 14 | 3  | +11 | 9 |
| Švédsko   | 3 | 2 | 0  | 0  | 1 | 6  | 5  | +1  | 6 |
| Česko     | 3 | 1 | 0  | 0  | 2 | 6  | 8  | −2  | 3 |
| Švýcarsko | 3 | 0 | 0  | 0  | 3 | 8  | 18 | −10 | 0 |

#### Zápasy
Všechny časy zápasů jsou uvedeny ve středoevropském letním čase (SELČ).
| 10. srpna 2015 15:30 | Švédsko | 4 : 3 (1:1, 0:0, 1:2) | Švýcarsko | Zimní stadion města Břeclavi, Břeclav Návštěvnost: 386 |  |

| Zpráva, Video | |                             |                                                                                       |                                                                         |
| Filip Gustavsson | Filip Gustavsson | Brankáři                    | Philip Wüthrich                                                                       | Rozhodčí: Robert Čech Roman Polák Čároví: Jaromír Bryška Přemysl Skopal |
| 17. Nylander (Brännström, Bokvist) 25. Fällström (Weissbach, Deutsch) 37. Bratt (Nylander, Deutsch) 60. Cederholm (Fällström) | 17. Nylander (Brännström, Bokvist) 25. Fällström (Weissbach, Deutsch) 37. Bratt (Nylander, Deutsch) 60. Cederholm (Fällström) | 0:1 1:1 2:1 3:1 3:2 3:3 4:3 | 6. Hischier (Stadler) 44. Volejnicek (Miranda) 47. Volejnicek (Stadler, A. Andersson) | Rozhodčí: Robert Čech Roman Polák Čároví: Jaromír Bryška Přemysl Skopal |
| 24 + Lias Andersson 35 min | 24 + Lias Andersson 35 min | Tresty                      | 16 + Yannick Lerch 10 min                                                             | Rozhodčí: Robert Čech Roman Polák Čároví: Jaromír Bryška Přemysl Skopal |
| 39 | 39 | Střely                      | 25                                                                                    | Rozhodčí: Robert Čech Roman Polák Čároví: Jaromír Bryška Přemysl Skopal |

| 10. srpna 2015 19:10 | Česko | 1 : 3 (1:2, 0:0, 0:1) | Kanada | Zimní stadion města Břeclavi, Břeclav Návštěvnost: 1 846 |  |

| Zpráva, Video                 |                               |                 |                                                            |                                                                         |
| Adam Brízgala                 | Adam Brízgala                 | Brankáři        | Carter Hart                                                | Rozhodčí: René Hradil Robin Šír Čároví: Marek Hlavatý Rudolf Tošenovjan |
| 4. Kantner (Reichel, Kachyňa) | 4. Kantner (Reichel, Kachyňa) | 1:0 1:1 1:2 1:3 | 7. Dubé (McLeod) 16. Patrick (Dubois) 49. Malenstyn (Bean) | Rozhodčí: René Hradil Robin Šír Čároví: Marek Hlavatý Rudolf Tošenovjan |
| 4 min                         | 4 min                         | Tresty          | 12 min                                                     | Rozhodčí: René Hradil Robin Šír Čároví: Marek Hlavatý Rudolf Tošenovjan |
| 16                            | 16                            | Střely          | 40                                                         | Rozhodčí: René Hradil Robin Šír Čároví: Marek Hlavatý Rudolf Tošenovjan |

| 11. srpna 2015 15:30 | Kanada | 2 : 0 (1:0, 0:0, 1:0) | Švédsko | Zimní stadion města Břeclavi, Břeclav |  |

| Zpráva, Video                              |                                            |          |                  |                                                                         |
| Dylan Wells                                | Dylan Wells                                | Brankáři | Filip Gustavsson | Rozhodčí: René Hradil Robin Šír Čároví: Marek Hlavatý Rudolf Tošenovjan |
| 12. McLeod (Quenneville) 60. Bitten (Mete) | 12. McLeod (Quenneville) 60. Bitten (Mete) | 1:0 2:0  |                  | Rozhodčí: René Hradil Robin Šír Čároví: Marek Hlavatý Rudolf Tošenovjan |
| 8 min                                      | 8 min                                      | Tresty   | 10 min           | Rozhodčí: René Hradil Robin Šír Čároví: Marek Hlavatý Rudolf Tošenovjan |
| 38                                         | 38                                         | Střely   | 21               | Rozhodčí: René Hradil Robin Šír Čároví: Marek Hlavatý Rudolf Tošenovjan |

| 11. srpna 2015 19:10 | Česko | 5 : 3 (1:0, 1:1, 3:2) | Švýcarsko | Zimní stadion města Břeclavi, Břeclav Návštěvnost: 1 780 |  |

| Zpráva, Video                                                                                 |                                                                                               |                                 |                                                                           |                                                                       |
| Josef Kořenář                                                                                 | Josef Kořenář                                                                                 | Brankáři                        | Matteo Ritz                                                               | Rozhodčí: Martin Fraňo Jan Hribik Čároví: Miroslav Lhotský Josef Špůr |
| 12. Kodýtek 24. Kofroň (Hrdinka, Reichel) 41. Zachar (Kodýtek) 50. Kofroň (Zachar) 60. Pavlík | 12. Kodýtek 24. Kofroň (Hrdinka, Reichel) 41. Zachar (Kodýtek) 50. Kofroň (Zachar) 60. Pavlík | 1:0 1:1 2:1 3:1 4:1 4:2 4:3 5:3 | 24. Stadler (Miranda) 50. Lerch (Gerber) 56. Brantschen (Suter, Hischier) | Rozhodčí: Martin Fraňo Jan Hribik Čároví: Miroslav Lhotský Josef Špůr |
| 6 min                                                                                         | 6 min                                                                                         | Tresty                          | 8 + Victor Öjdemark 10 min                                                | Rozhodčí: Martin Fraňo Jan Hribik Čároví: Miroslav Lhotský Josef Špůr |
| 39                                                                                            | 39                                                                                            | Střely                          | 29                                                                        | Rozhodčí: Martin Fraňo Jan Hribik Čároví: Miroslav Lhotský Josef Špůr |

| 12. srpna 2015 15:30 | Švýcarsko | 2 : 9 (1:4, 1:2, 0:3) | Kanada | Zimní stadion města Břeclavi, Břeclav Návštěvnost: 314 |  |

| Zpráva, Video                                                   |                                                                 |                                             | |                                                                       |
| Philip Wüthrich                                                 | Philip Wüthrich                                                 | Brankáři                                    | Carter Hart | Rozhodčí: Martin Fraňo Jan Hribik Čároví: Miroslav Lhotský Josef Špůr |
| 18. Oehen (Geisser, Zwissler) 26. Hischier (Stadler, Andersson) | 18. Oehen (Geisser, Zwissler) 26. Hischier (Stadler, Andersson) | 0:1 0:2 0:3 0:4 1:4 2:4 2:5 2:6 2:7 2:8 2:9 | 6. Benson (Malenstyn) 9. Jost (Dubois, Steel) 15. Clague (Kyrou, Patrick) 17. Jost (Dube, Bitten) 28. Girard (Benson, Steel) 31. Jost (Dubois) 54. Patrick (Poirier, Benson) 54. Steel (Howden, Dubois) 57. Mahura (Patrick, Benson) | Rozhodčí: Martin Fraňo Jan Hribik Čároví: Miroslav Lhotský Josef Špůr |
| 14 min                                                          | 14 min                                                          | Tresty                                      | 2 min | Rozhodčí: Martin Fraňo Jan Hribik Čároví: Miroslav Lhotský Josef Špůr |
| 15                                                              | 15                                                              | Střely                                      | 49 | Rozhodčí: Martin Fraňo Jan Hribik Čároví: Miroslav Lhotský Josef Špůr |

| 12. srpna 2015 19:10 | Česko | 0 : 2 (0:0, 0:0, 0:2) | Švédsko | Zimní stadion města Břeclavi, Břeclav Návštěvnost: 2 760 |  |

| Zpráva, Video |               |          |                                                                  |                                                                          |
| Adam Brízgala | Adam Brízgala | Brankáři | Filip Gustavsson                                                 | Rozhodčí: Vladimír Pešina Daniel Pražák Čároví: Jiří Gebauer Vít Lederer |
|               |               | 0:1 0:2  | 46. Bratt (Fällström, Nylander) 51. Oskar (Lindström, Weissbach) | Rozhodčí: Vladimír Pešina Daniel Pražák Čároví: Jiří Gebauer Vít Lederer |
| 12 min        | 12 min        | Tresty   | 20 min                                                           | Rozhodčí: Vladimír Pešina Daniel Pražák Čároví: Jiří Gebauer Vít Lederer |
| 23            | 23            | Střely   | 21                                                               | Rozhodčí: Vladimír Pešina Daniel Pražák Čároví: Jiří Gebauer Vít Lederer |

### Skupina B – Bratislava

#### Tabulka
| Tým       | Z | V | VP | PP | P | GV | GI | +/- | B |
| --------- | - | - | -- | -- | - | -- | -- | --- | - |
| Finsko    | 3 | 3 | 0  | 0  | 0 | 12 | 3  | +9  | 9 |
| Rusko     | 3 | 2 | 0  | 0  | 1 | 10 | 7  | +3  | 6 |
| USA       | 3 | 1 | 0  | 0  | 2 | 10 | 13 | −3  | 3 |
| Slovensko | 3 | 0 | 0  | 0  | 3 | 7  | 16 | −9  | 0 |

#### Zápasy
Všechny časy zápasů jsou uvedeny ve středoevropském letním čase (SELČ).
| 10. srpna 2015 14:00 | Finsko | 5 : 1 (4:0, 1:1, 0:0) | USA | Zimní stadion Ondreje Nepely, Bratislava Návštěvnost: 284 |  |

| Zpráva | |                         |                               |                                                                         |
| Severi Isokangas | Severi Isokangas | Brankáři                | Stephen Dhillon               | Rozhodčí: Jozef Kubuš Vladimír Goga Čároví: Peter Tvrdoň Roman Návratek |
| 8. Mäkinen (Jokiharju, Kuokkanen) 11. Tuulola (Somppi) 15. Salo (Oksanen, Mäkinen) 19. Somppi (Räsänen, Tuulola) 39. Mäkinen (Kuokkanen) | 8. Mäkinen (Jokiharju, Kuokkanen) 11. Tuulola (Somppi) 15. Salo (Oksanen, Mäkinen) 19. Somppi (Räsänen, Tuulola) 39. Mäkinen (Kuokkanen) | 1:0 2:0 3:0 4:0 4:1 5:1 | 37. Gettinger (Lown, Gleason) | Rozhodčí: Jozef Kubuš Vladimír Goga Čároví: Peter Tvrdoň Roman Návratek |
| 12 min | 12 min | Tresty                  | 16 min                        | Rozhodčí: Jozef Kubuš Vladimír Goga Čároví: Peter Tvrdoň Roman Návratek |
| 34 | 34 | Střely                  | 15                            | Rozhodčí: Jozef Kubuš Vladimír Goga Čároví: Peter Tvrdoň Roman Návratek |

| 10. srpna 2015 17:30 | Slovensko | 2 : 5 (1:3, 0:1, 1:1) | Rusko | Zimní stadion Ondreje Nepely, Bratislava Návštěvnost: 1 228 |  |

| Zpráva                                         |                                                |                             | |                                                                          |
| Jan Kožiak                                     | Jan Kožiak                                     | Brankáři                    | Maxim Kalijajev | Rozhodčí: Vladimír Baluška Daniel Konc Čároví: Roman Výleta Peter Šefčík |
| 9. Roman (Galbavý) 53. Studenič (Buček, Bodák) | 9. Roman (Galbavý) 53. Studenič (Buček, Bodák) | 0:1 1:1 1:2 1:3 1:4 1:5 2:5 | 7. Afanasev (Popugaev, Bain) 10. Verijajev (Ivanjuženkov) 13. Avramjenko (Meščerjakov, Geraskin) 24. Kajumov (Avramenko, Švyrev) 44. Ševčenko (Verijajev, Ivanjuženkov) | Rozhodčí: Vladimír Baluška Daniel Konc Čároví: Roman Výleta Peter Šefčík |
| 8 min                                          | 8 min                                          | Tresty                      | 10 min | Rozhodčí: Vladimír Baluška Daniel Konc Čároví: Roman Výleta Peter Šefčík |
| 33                                             | 33                                             | Střely                      | 31 | Rozhodčí: Vladimír Baluška Daniel Konc Čároví: Roman Výleta Peter Šefčík |

| 11. srpna 2015 14:00 | USA | 2 : 5 (1:1, 0:2, 1:2) | Rusko | Zimní stadion Ondreje Nepely, Bratislava Návštěvnost: 421 |  |

| Zpráva                                           |                                                  |                             | |                                                                      |
| Dayton Rasmussen                                 | Dayton Rasmussen                                 | Brankáři                    | Vladislav Suchačev | Rozhodčí: Milan Novák Peter Lokšík Čároví: Roman Výleta Peter Šefčík |
| 20. Mittelstadt (Peeke) 43. Yamamoto (Rossini)   | 20. Mittelstadt (Peeke) 43. Yamamoto (Rossini)   | 0:1 1:1 1:2 1:3 1:4 2:4 2:5 | 17. Ijakovenko (Kajumov, Ivanov) 40. Geraskin (Alexejev, Meščerjakov) 40. Popugajev (Achmetgalijev) 42. Ivanov (Popugajev, Makejev) 48. Ijakovenko (Verijajev, Rubtcov) | Rozhodčí: Milan Novák Peter Lokšík Čároví: Roman Výleta Peter Šefčík |
| 18 + Yamamoto, Rymsha, Gettinger, Knierim 10 min | 18 + Yamamoto, Rymsha, Gettinger, Knierim 10 min | Tresty                      | 18 + German Rubtcov 10 min | Rozhodčí: Milan Novák Peter Lokšík Čároví: Roman Výleta Peter Šefčík |
| 39                                               | 39                                               | Střely                      | 23 | Rozhodčí: Milan Novák Peter Lokšík Čároví: Roman Výleta Peter Šefčík |

| 11. srpna 2015 17:30 | Slovensko | 2 : 4 (1:3, 0:1, 1:0) | Finsko | Zimní stadion Ondreje Nepely, Bratislava Návštěvnost: 1 328 |  |

| Zpráva                                      |                                             |                         | |                                                                           |
| Roman Durný                                 | Roman Durný                                 | Brankáři                | Niilo Halonen                                                                                           | Rozhodčí: Vladimír Baluška Vladimír Goga Čároví: Šimon Synek Peter Tvrdoň |
| 8. Galbavý (Václav) 48. Kmec (Bodák, Roman) | 8. Galbavý (Václav) 48. Kmec (Bodák, Roman) | 0:1 1:1 1:2 1:3 1:4 2:4 | 4. Salo (Niemeläinen, Tuulola) 10. Tolvanen (Räsänen) 12. Mäkinen (Koukkanen) 37. Koivula (Niemeläinen) | Rozhodčí: Vladimír Baluška Vladimír Goga Čároví: Šimon Synek Peter Tvrdoň |
| 14 min                                      | 14 min                                      | Tresty                  | 14 + Otto Somppi 10 min                                                                                 | Rozhodčí: Vladimír Baluška Vladimír Goga Čároví: Šimon Synek Peter Tvrdoň |
| 26                                          | 26                                          | Střely                  | 29 | Rozhodčí: Vladimír Baluška Vladimír Goga Čároví: Šimon Synek Peter Tvrdoň |

| 12. srpna 2015 14:00 | Rusko | 0 : 3 (0:0, 0:1, 0:2) | Finsko | Zimní stadion Ondreje Nepely, Bratislava Návštěvnost: 378 |  |

| Zpráva, Video   |                 |             |                                                                              |                                                                        |
| Maxim Kalijajev | Maxim Kalijajev | Brankáři    | Severi Isokangas                                                             | Rozhodčí: Milan Novák Vladimír Goga Čároví: Peter Tvrdoň Michal Orolin |
|                 |                 | 0:1 0:2 0:3 | 6. Mäkinen (Koukkanen) 47. Oksanen (Koukkanen) 50. Tuulola (Räsänen, Somppi) | Rozhodčí: Milan Novák Vladimír Goga Čároví: Peter Tvrdoň Michal Orolin |
| 18 min          | 18 min          | Tresty      | 14 min                                                                       | Rozhodčí: Milan Novák Vladimír Goga Čároví: Peter Tvrdoň Michal Orolin |
| 22              | 22              | Střely      | 34                                                                           | Rozhodčí: Milan Novák Vladimír Goga Čároví: Peter Tvrdoň Michal Orolin |

| 12. srpna 2015 17:30 | Slovensko | 3 : 7 (0:2, 1:2, 2:3) | USA | Zimní stadion Ondreje Nepely, Bratislava Návštěvnost: 1 278 |  |

| Zpráva, Video                                                                 |                                                                               |                                         | |                                                                         |
| Jan Kožiak                                                                    | Jan Kožiak                                                                    | Brankáři                                | Stephen Dhillon | Rozhodčí: Peter Lokšík Róbert Müllner Čároví: Roman Výleta Peter Šefčík |
| 37. Buček (Kmec, Roman) 49. Kmec (Roman, Galbavý) 56. Solenský (Bodák, Buček) | 37. Buček (Kmec, Roman) 49. Kmec (Roman, Galbavý) 56. Solenský (Bodák, Buček) | 0:1 0:2 0:3 0:4 1:4 2:4 3:4 3:5 3:6 3:7 | 3. Knierim (Yamamoto, Mittelstadt) 8. Mittelstadt (Knierim, Gettinger) 24. Rymsha (Leonard) 27. Gettinger (Yamamoto, Mittelstadt) 56. Yamamoto (Gettinger) 58. Berger 59. Leonard (Rymsha, Wait). | Rozhodčí: Peter Lokšík Róbert Müllner Čároví: Roman Výleta Peter Šefčík |
| 12 + Matúš Juriga 10 min                                                      | 12 + Matúš Juriga 10 min                                                      | Tresty                                  | 16 min | Rozhodčí: Peter Lokšík Róbert Müllner Čároví: Roman Výleta Peter Šefčík |
| 33                                                                            | 33                                                                            | Střely                                  | 44 | Rozhodčí: Peter Lokšík Róbert Müllner Čároví: Roman Výleta Peter Šefčík |

## O umístění
Všechny časy zápasů jsou uvedeny ve středoevropském letním čase (SELČ).

### O 7.–8. místo
| 14. srpna 2015 14:00 | Slovensko | 5 : 6 SN (1:2, 3:1, 1:2; 0:0; 0:1) | Švýcarsko | Zimní stadion Ondreje Nepely, Bratislava Návštěvnost: 328 |  |

| Zpráva, Video | |                                                                       | |                                                                       |
| Roman Durný | Roman Durný | Brankáři                                                              | Matteo Ritz | Rozhodčí: Milan Novák Róbert Müllner Čároví: Peter Tvrdoň Lukáš Kacej |
| 16. Ružička (Čacho, Lacka) 21. Buček 24. Zeleňák (Studenič, Solenský) 36. Lacka (Bodák, Ružička) 48. Solenský (Bodák) | 16. Ružička (Čacho, Lacka) 21. Buček 24. Zeleňák (Studenič, Solenský) 36. Lacka (Bodák, Ružička) 48. Solenský (Bodák) | 0:1 1:1 1:2 2:2 3:2 3:3 4:3 5:3 5:4 5:5 Rozhodující samostatný nájezd | 5. Hischier 18. Suter (Roberts, RIva) 29. Miranda (Hischier) 48. Miranda (Hischier, Stadler) 60. Heim (Weder, ROberts) Roberts | Rozhodčí: Milan Novák Róbert Müllner Čároví: Peter Tvrdoň Lukáš Kacej |
| 8 min | 8 min | Tresty                                                                | 10 min | Rozhodčí: Milan Novák Róbert Müllner Čároví: Peter Tvrdoň Lukáš Kacej |
| 28 | 28 | Střely                                                                | 25 | Rozhodčí: Milan Novák Róbert Müllner Čároví: Peter Tvrdoň Lukáš Kacej |

### O 5.–6. místo
| 14. srpna 2015 15:40 | Česko | 3 : 4 (1:0, 1:3, 1:1) | USA | Zimní stadion města Břeclavi, Břeclav Návštěvnost: 649 |  |

| Zpráva, Video                                                                 |                                                                               |                             | |                                                                            |
| Josef Kořenář                                                                 | Josef Kořenář                                                                 | Brankáři                    | Stephen Dhillon                                                                                             | Rozhodčí: René Hradil Roman Mrkva Čároví: Přemysl Skopal Rudolf Tošenovjan |
| 12. Najman (Hájek) 37. Reichel (Kofroň, Zachar) 59. Zachar (Doudera, Hrdinka) | 12. Najman (Hájek) 37. Reichel (Kofroň, Zachar) 59. Zachar (Doudera, Hrdinka) | 1:0 1:1 1:2 1:3 2:3 2:4 3:4 | 21. Mittelstadt (Yamamoto, Dineen) 23. Farmer 24. Yamamoto (Mittelstadt) 43. Yamamoto (Mittelstadt, Dineen) | Rozhodčí: René Hradil Roman Mrkva Čároví: Přemysl Skopal Rudolf Tošenovjan |
| 16 min                                                                        | 16 min                                                                        | Tresty                      | 20 min | Rozhodčí: René Hradil Roman Mrkva Čároví: Přemysl Skopal Rudolf Tošenovjan |
| 38                                                                            | 38                                                                            | Střely                      | 30 | Rozhodčí: René Hradil Roman Mrkva Čároví: Přemysl Skopal Rudolf Tošenovjan |

## Play off

### Pavouk
|  | Semifinále | Semifinále | Semifinále |  |  | Finále      | Finále      | Finále      |
|  |            |            |            |  |  |             |             |             |
|  | 1A         | Kanada     | 2          |  |  |             |             |             |
|  | 2B         | Rusko      | 1          |  |  |             |             |             |
|  |            |            |            |  |  | 1A          | Kanada      | 7           |
|  |            |            |            |  |  | 2A          | Švédsko     | 3           |
|  | 1B         | Finsko     | 1          |  |  |             |             |             |
|  | 2A         | Švédsko    | 2          |  |  | Třetí místo | Třetí místo | Třetí místo |
|  |            |            |            |  |  | 1B          | Finsko      | 3           |
|  |            |            |            |  |  | 2B          | Rusko       | 4           |

Všechny časy zápasů jsou uvedeny ve středoevropském letním čase (SELČ).

### Semifinále
| 14. srpna 2015 17:30 | Finsko | 1 : 2 (1:1, 0:0, 0:1) | Švédsko | Zimní stadion Ondreje Nepely, Bratislava Návštěvnost: 321 |  |

| Zpráva, Video         |                       |             |                                                         |                                                                     |
| Severi Isokangas      | Severi Isokangas      | Brankáři    | Filip Gustavsson                                        | Rozhodčí: Jozef Kubuš Daniel Konc Čároví: Roman Výleta Peter Šefčík |
| 10. Jääskä (Moilanen) | 10. Jääskä (Moilanen) | 0:1 1:1 1:2 | 8. Deutsch (Nylander) 47. Fallström (Thilander, Olsson) | Rozhodčí: Jozef Kubuš Daniel Konc Čároví: Roman Výleta Peter Šefčík |
| 6 min                 | 6 min                 | Tresty      | 6 min                                                   | Rozhodčí: Jozef Kubuš Daniel Konc Čároví: Roman Výleta Peter Šefčík |
| 39                    | 39                    | Střely      | 29                                                      | Rozhodčí: Jozef Kubuš Daniel Konc Čároví: Roman Výleta Peter Šefčík |

| 14. srpna 2015 19:00 | Kanada | 2 : 1 SN (0:1, 1:0, 0:0; 0:0; 1:0) | Rusko | Zimní stadion města Břeclavi, Břeclav Návštěvnost: 528 |  |

| Zpráva, Video              |                            |                                       |                                  |                                                                  |
| Dylan Wells                | Dylan Wells                | Brankáři                              | Vladislav Suchačev               | Rozhodčí: Pavel Hodek Robin Šír Čároví: Jiří Gebauer Vít Lederer |
| 26. Kyrou (Benson) Patrick | 26. Kyrou (Benson) Patrick | 0:1 1:1 Rozhodující samostatný nájezd | 20. Rubtcov (Jakovenko, Kajumov) | Rozhodčí: Pavel Hodek Robin Šír Čároví: Jiří Gebauer Vít Lederer |
| 10 min                     | 10 min                     | Tresty                                | 10 min                           | Rozhodčí: Pavel Hodek Robin Šír Čároví: Jiří Gebauer Vít Lederer |
| 47                         | 47                         | Střely                                | 18                               | Rozhodčí: Pavel Hodek Robin Šír Čároví: Jiří Gebauer Vít Lederer |

### Zápas o 3. místo
| 15. srpna 2015 15:00 | Finsko | 3 : 4 (2:1, 1:0, 0:3) | Rusko | Zimní stadion Ondreje Nepely, Bratislava Návštěvnost: 428 |  |

| Zpráva, Video                                                           |                                                                         |                             | |                                                                          |
| Severi Isokangas                                                        | Severi Isokangas                                                        | Brankáři                    | Maxim Kalijajev Vladislav Suchačev (od 21. minuty)                                                                 | Rozhodčí: Vladimír Baluška Daniel Konc Čároví: Roman Výleta Peter Šefčík |
| 12. Jääskä (Moilanen) 17. Välimäki (Koukkanen) 24. Koppanen (Jokiharju) | 12. Jääskä (Moilanen) 17. Välimäki (Koukkanen) 24. Koppanen (Jokiharju) | 0:1 1:1 2:1 3:1 3:2 3:3 3:4 | 3. Ševčenko (Verijajev, Alexejev) 41. Popugajev (Kajumov, Rubtcov) 51. Popugajev (Rubtcov) 53. Kajumov (Popugajev) | Rozhodčí: Vladimír Baluška Daniel Konc Čároví: Roman Výleta Peter Šefčík |
| 6 min                                                                   | 6 min                                                                   | Tresty                      | 6 min | Rozhodčí: Vladimír Baluška Daniel Konc Čároví: Roman Výleta Peter Šefčík |
| 38                                                                      | 38                                                                      | Střely                      | 21 | Rozhodčí: Vladimír Baluška Daniel Konc Čároví: Roman Výleta Peter Šefčík |

### Finále
| 15. srpna 2015 17:10 | Kanada | 7 : 3 (4:0, 2:1, 1:2) | Švédsko | Zimní stadion města Břeclavi, Břeclav Návštěvnost: 654 |  |

| Zpráva, Video | |                                         | |                                                                  |
| Dylan Wells | Dylan Wells | Brankáři                                | Filip Gustavsson Isak Wallin (od 17. minuty)                                                        | Rozhodčí: Pavel Hodek Robin Šír Čároví: Jiří Gebauer Vít Lederer |
| 3. Dubois 12. Dubois (Girard) 16. McLeod (Kaspick) 7. Benson (Girard) 28. Kaspick (McLeod) 40. Kyrou (Patrick, Mete) 52. Malestyn (Jost, Dubois) | 3. Dubois 12. Dubois (Girard) 16. McLeod (Kaspick) 7. Benson (Girard) 28. Kaspick (McLeod) 40. Kyrou (Patrick, Mete) 52. Malestyn (Jost, Dubois) | 1:0 2:0 3:0 4:0 5:0 5:1 6:1 6:2 6:3 7:3 | 34. Bratt (Fällström, Deutsch) 42. Nylander (Brännström, Bratt) 43. Fällström (Nylander, Thilander) | Rozhodčí: Pavel Hodek Robin Šír Čároví: Jiří Gebauer Vít Lederer |
| 10 + Brett Howden dku+5 min | 10 + Brett Howden dku+5 min | Tresty                                  | 10 min                                                                                              | Rozhodčí: Pavel Hodek Robin Šír Čároví: Jiří Gebauer Vít Lederer |
| 35 | 35 | Střely                                  | 18                                                                                                  | Rozhodčí: Pavel Hodek Robin Šír Čároví: Jiří Gebauer Vít Lederer |